# شاپورخواست

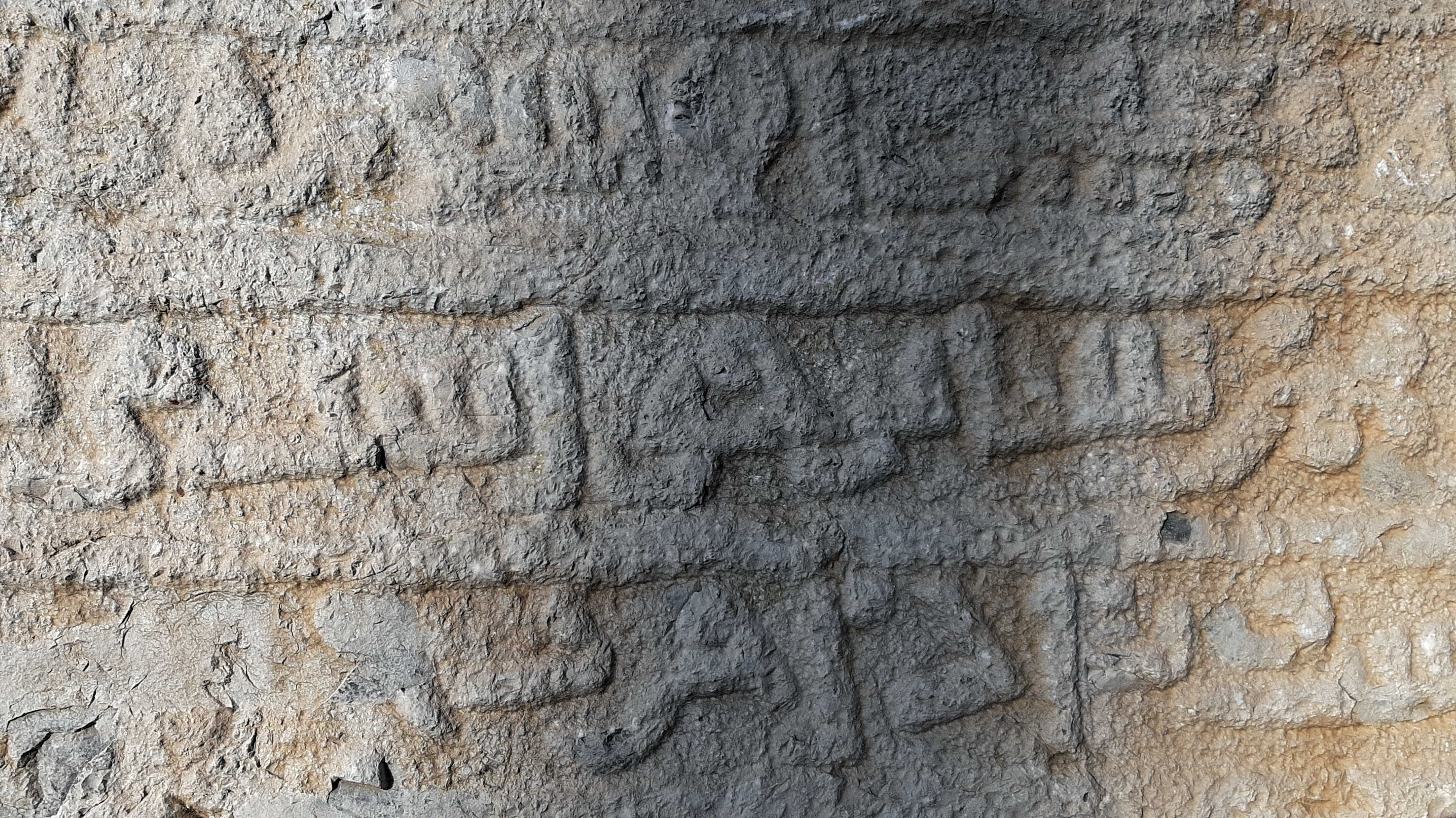
شاپورخواست، نوشته شده باخط کوفی بر روی سنگ‌نبشته خرم‌آباد

شاپورخواست از شهرهای دوره ساسانی بود. این شهر در مکانی که امروزه خرم‌آباد نام دارد، بنا شده بود. شاپورخواست پس از حمله مغول به ایران به‌طور کامل تخریب شد.

## تاریخچه
در کتب مورخین و جغرافیانگاران دوره اسلامی اطلاعات ارزنده‌ای در رابطه با شهرهای لرستان نوشته شده‌است که در شناسایی موقعیت آنها کمک می‌کند. بر اساس این متون شاپورخواست یکی از شهرهای مهم این منطقه محسوب شده که در طول این دوران از عمران و آبادانی برخوردار بوده‌است. در لرستان آثار و مناطقی منسوب به شاپور ساسانی وجود دارد که از آن جمله می‌توان از شهر شاپورخواست، دژ شاپورخواست، پل شاپوری، پل شاپوری کاکارضا و شاهپورآباد در شهرستان الیگودرز نام برد.

### شهر خایدالو
خایدالو یکی از شهرهای مهم تمدن عیلام و نام باستانی شهر خرم‌آباد بوده و گفته می‌شود شهر شاپورخواست به دستور شاپور یکم بر خرابه‌های آن ساخته شده‌است. از دیگر شهرهای بزرگ عیلام باستان می‌توان به سیمره و شوش اشاره کرد.

#### بنای شاپورخواست
پس از انقراض عیلامیان توسط آشور بانیپال، پادشاه آشور، خایدالو بخشی از دولت آشور می‌شود و در زمان هخامنشیان، لرستان و خایدالو به اتفاق ایلام کنونی و خوزستان ایالت سوم این امپراتوری عظیم بودند. در زمان اشکانی این سرزمین یکی از ساتراپ‌های (ایالت) این سلسله بوده‌است و سرانجام اینکه در زمان ساسانیان بر جای شهر خایدالو شاپور یکم، شهر شاپورخواست را بنا می‌کند که از مهم‌ترین شهرهای «پهله» بوده‌است.

## اثبات جایگاه شهر
فردوسی در خصوص پایه‌گذاری شاپورخواست به دستور شاپور یکم که گویا آن زمان بخشی از خوزستان بوده، اینچنین می‌گوید:
| ز بهر اسیران یکی شهر کرد |  | جهان را از آن بوم پُر بهر کرد |
| کجا؟ خرم‌آباد بُد نام شهر  |  | وز آن بوم خرم کرا بود بهر    |

فردوسی همچنین تاریخ ساخت شاپورخواست را با جندی شاپور یکی دانسته و می‌گوید:
| به اهواز کرد آن سیم شارسان |  | بدو اندر و کاخ و بیمارسان   |
| کنام اسیرانش کردند نام     |  | اسیر اندرو یافتی خواب و کام |

### اختلاف نظر
برخی محققین معتقدند خرم‌آباد کنونی در عهد ساسانیان در محل خایدالو واقع بوده‌است؛ هرچند هیچ سند باستان‌شناسی‌ای تاکنون در خصوص موقعیت شهر خایدالو یافت نشده‌است اما برخی دیگر از محققین معتقدند این که گفته شده‌است که توصیفی از خرم‌آباد در شاهنامه فردوسی آمده‌است، باید گفت که منظور او خرم‌آباد لرستان نبوده‌است. همچنین این محققین معتقدند که اتابکان لر کوچک نیز خرم‌آباد را روی خرابه‌های شهر ساسانیان بنا کرده‌اند.
با این حال، در متون تاریخی صدر اسلام بجز چهار جایگاه در بلخ، ری، مرو و طبرستان نامی از خرم‌آباد آورده نشده‌است و موقعیت مکانی مناطق گفته شده و فاصله آن‌ها با شهر خرم‌آباد تا جندی شاپور، ذکر نام خرم‌آباد مورد نظر فردوسی بر آن‌ها را کاملاً منتفی می‌کند.

## پس از حمله عرب‌ها
نامی از خرم‌آباد در وقایع تاریخی صدر اسلام که اعراب توانستند در سال ۲۱ هجری بخش‌های مهمی از ایران را به تصرف خویش درآورند نیامده‌است اما به این مطلب اشاره شده که در اواخر حکومت عثمان مردم شاپورخواست شورش کرده و در مقابل عرب‌ها ایستادگی کردند. این موضوع نشانگر اهمیت فوق‌العاده این شهر در آن زمان بوده‌است. اعراب پس از تسخیر منطقه دو مرکز حکومتی را در ماسبذان و مهرجانقذق که تحت سیطره ایالت کوفه اداره می‌شد، دایر کردند.
محققین عقیده دارد که پس از تسخیر لرستان توسط اعراب، خرم‌آباد مجدداً به پراهمیت‌ترین نقاط سوق‌الجیشی تبدیل شده‌است. پس از این موضوع ظلم و ستم خلفای اموی و عباسی موجب گردید که اهالی لرستان و ایلام بارها دست به طغیان و شورش بزنند و با مخالفان خاندان‌های اموی و عباسی هم پیمان شوند که به شرکت اهالی لرستان و ایلام در قیام بابک خرمدین علیه مأمون عباسی می‌توان اشاره کرد.
در کتاب حدودالعالم من المشرق الی المغرب (۳۷۲ هجری قمری) در ذکر شهرهای جبال (لرستان) بعد از ذکر نام شهر نهاوند و لیشتر به شهر سارجلست اشاره شده‌است که با توجه به این که شهرهای نهاوند و الشتر و شاپورخواست در مسیر راه باستانی همدان به خوزستان که توسط مقدسی و اصطخری بدان اشاره شده واقع شده‌اند، احتمالاً همان شاپورخواست است. در مجمل التواریخ والقصص در خصوص شاپور آورده‌است:
در سیر الملوک چنان است که شاپور اردشیر بود و الله اعلم اما همتی بزرگ داشت، اندر داد و انصاف و آبادانی عالم برسان پدر و شادروان شوشتر او کرد که عجایب عالم است. شهرها بسیار کرد؛ چون شاپور و بیشاپور و «بدان اندیوشاپور» و «شاپورخواست» و بلاش شاپور.
همچنین نویسنده مجمل التواریخ والقصص شاپورخواست را متعلق به دوران ساسانی و بانی آن را شاپور یکم ذکر کرده و آورده‌است که شاپور از پادشاهان نامی ایران است که علاقه زیادی به شهرسازی و عمران و آبادانی از خود نشان داده و یادگارهای ارزنده‌ای در این زمینه و همچنین بناهای عام‌المنفعه مثل سد و پل از خود به یادگار گذاشته‌است.

## راه شاهی و سنگ‌نبشته

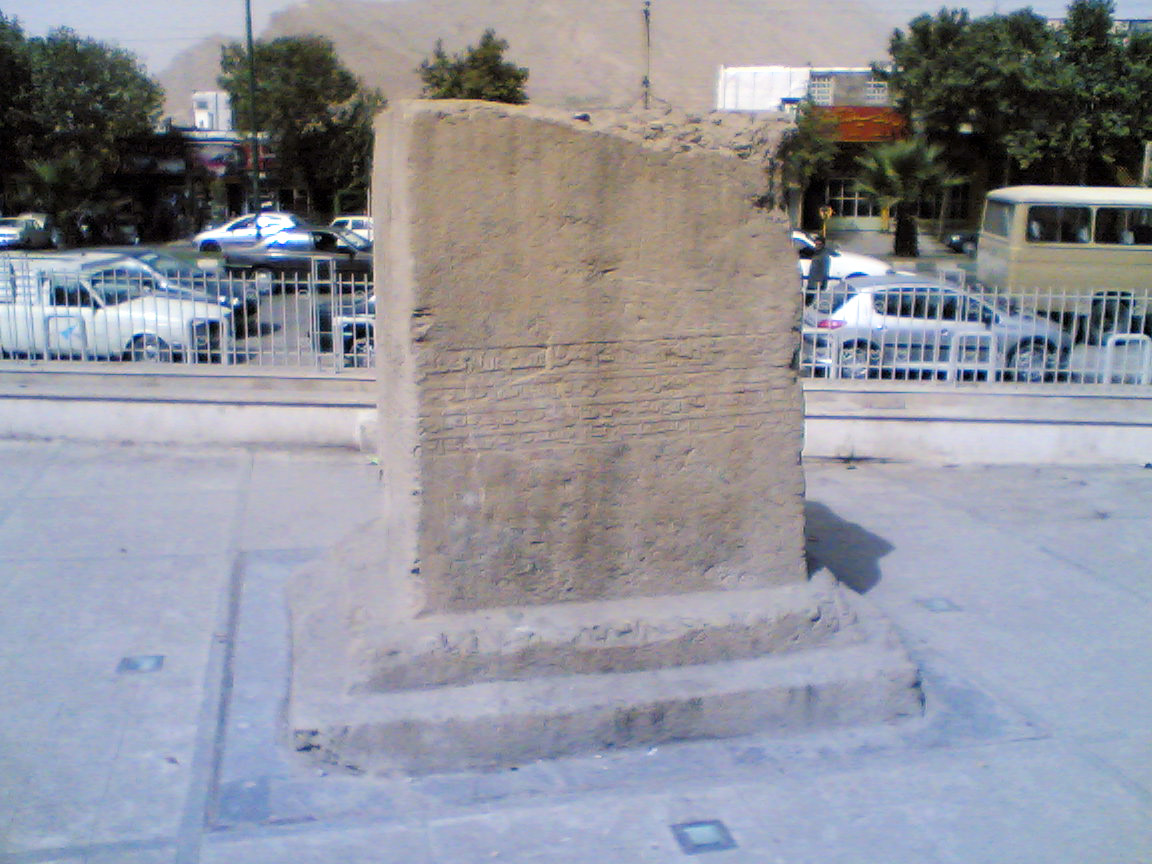
سنگ‌نبشته

## شکل‌گیری مجدد

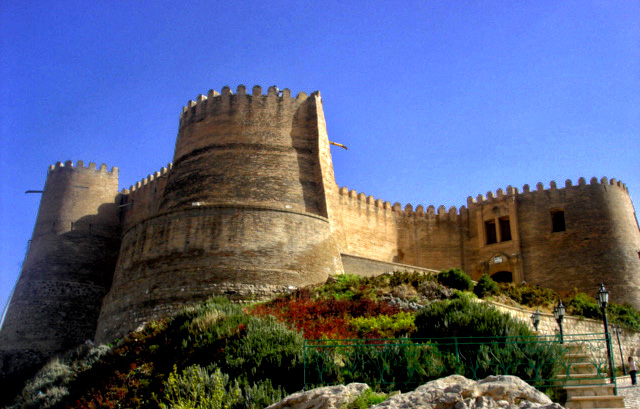
دژ شاپوری هسته شهر خرم‌آباد امروزی